# Sciapus hirtiventris
Sciapus hirtiventris är en tvåvingeart som först beskrevs av de Meijere 1924.  Sciapus hirtiventris ingår i släktet Sciapus och familjen styltflugor. Inga underarter finns listade i Catalogue of Life.